# Clorindo Testa
Clorindo Testa (Nàpols 10 de desembre del 1923 - Buenos Aires, Argentina 11 d'abril de 2013) va ser un arquitecte i artista argentí. Es va graduar a la Facultat d'Arquitectura de la Universitat de Buenos Aires l'any 1948. És un dels principals arquitectes argentins de tota la història i una figura prominent en el panorama arquitectònic mundial de la segona meitat del segle xx.
En la seva obra va ser un dels líders del moviment racionalista de l'Argentina i va ser un dels pioners brutalistes a la circulació a l'Argentina. El seu estil com a arquitecte sempre ha estat influenciada per la seva naturalesa artística, els seus projectes estan dominades pels efectes de color, les tensions, les metàfores i la plasticitat, aquests aspectes estan ben il·lustrats en els seus dissenys per a la Biblioteca Nacional de la República Argentina i el Banc de Londres a Buenos Aires.
Durant la seva carrera com a arquitecte Testa construït una reputació com un innovador i dissenyador de trencar paradigmes, que regularment redefinit les convencions de la seva edat.

## Projectes principals

### 1950-1959
- Càmera Argentina de la Construcció
- Centre de Vacances Municipalitat Córdoba
- Centre Cívic La Pampa, Casa De Govern i Terminal
- Edifici Flota Fluvial de l'Estat

### 1960-1969
- Biblioteca Nacional de la República Argentina
- Institut Di Tella
- Banca di Londra i Sudamerica
- Harrods local del Banc Londres
- Casa Michel Robirosa
- Fira Del Campo Madrid
- Casa Di Tella

### 1970-1979
- Hospital Italià di Buenos Aires
- Escola Oficials De L'Armada Argentina
- Museu Nacional Belles Arts Montevideo, ampliació
- Ba.Na.De.
- Hospital Naval
- Casa Carabassa
- Centre Comercial Pinamar
- Centre Cívic La Pampa: Palau Legislatiu
- Banco Holandès Unit i Ambaixada dels Països Baixos
- Departaments Maragda 1366
- Country Club "Macabi"
- Edifici Calle Rodriguez Peña
- Conjunt Residencial Torres Castex
- Plaça Hotel
- Hospital d'Abidjan[2]
- Sanatori Omint
- Casa Lacarra
- Casa Castiñeira

### 1980-1989
- Centre Cultural De La Ciutat De Buenos Aires
- Torres Castex 1 Etapa
- Aerolínies Argentines. Simulador De Vol
- Torres Castex 2 Etapa
- Centre Cívic Sta. Rosa ampliació
- Atelier Clorindo Testa
- Centre Comercial Passeig De La Recoleta
- Casa "Capotesta"
- Banc Nació Suc. Carlos Paz, Cordoba.
- Gimnàs Passeig Infanta
- Balneari La Perla
- Torres Castex 3a Etapa
- Casa "La Tumbona"
- Local del I.C.I
- Restaurant Japonés Passeig Infanta
- Casa En Country Club San Diego

### 1990-1999
- Plaça Del Pilar- Bs. As. Design Center
- Casa en Martínez
- Locar per a Interior Forma
- Auditori Templo S.G.I.A.R.
- Càrites Guarderies i Escoles Prototip
- Stand Feria Llibre
- Casa Verd
- Galeria Art Altera
- Casa en barrio River Oaks- Maschwitz

### 2000-2009
- Casa en Stud en La Plata
- Departament Di Tella
- Universitat Di Tella
- Hospital Quilmes
- Campus Universitat del Salvador, Auditori
- Campus Universitat de Sant Luis
- C. C. Fundació Konex
- Biblioteca Governació de La Pampa.